# Paul van Elsen

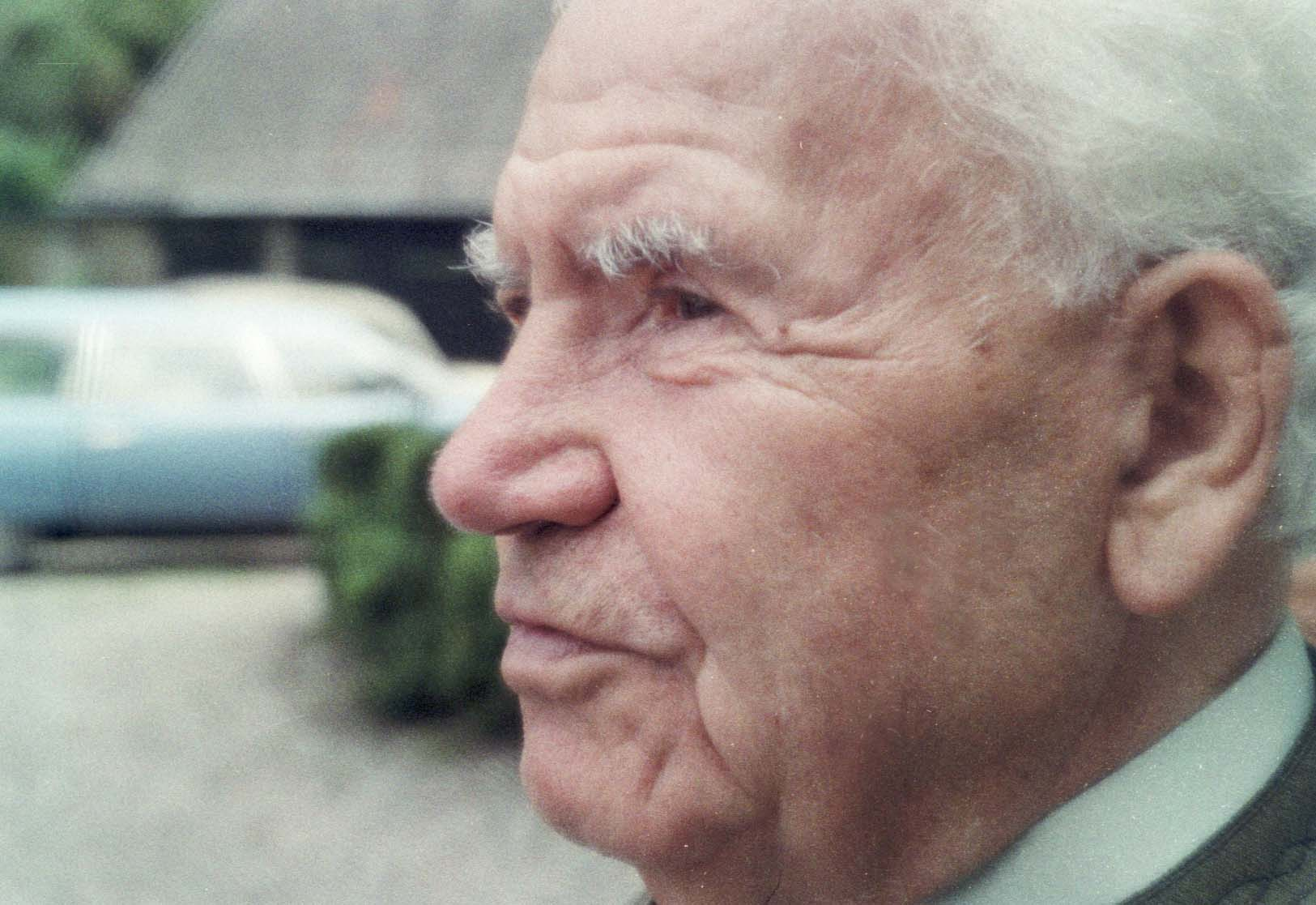
Paul van Elsen (1981)

Paul van Elsen (* 19. Oktober 1901 in Gräfrath; † 18. Oktober 1988 in Bochum) war ein deutscher Reiseunternehmer. Er gründete und betrieb während der zweiten Hälfte des 20. Jahrhunderts unter der Firma Dr. van Elsen eine Kette von Reisebüros.

## Leben

### Herkunft und Ausbildung

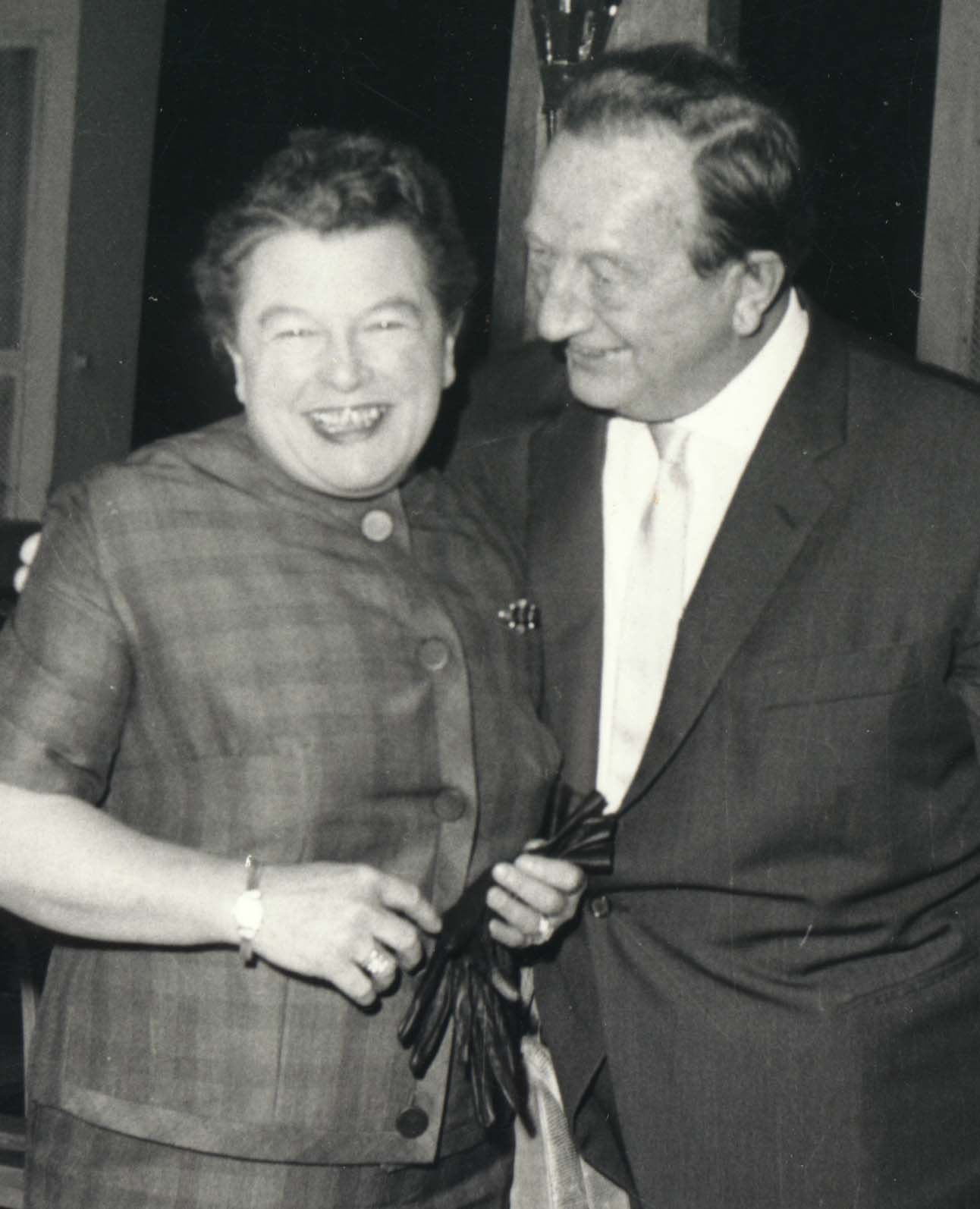
Mathilde van Elsen mit Willy Scharnow

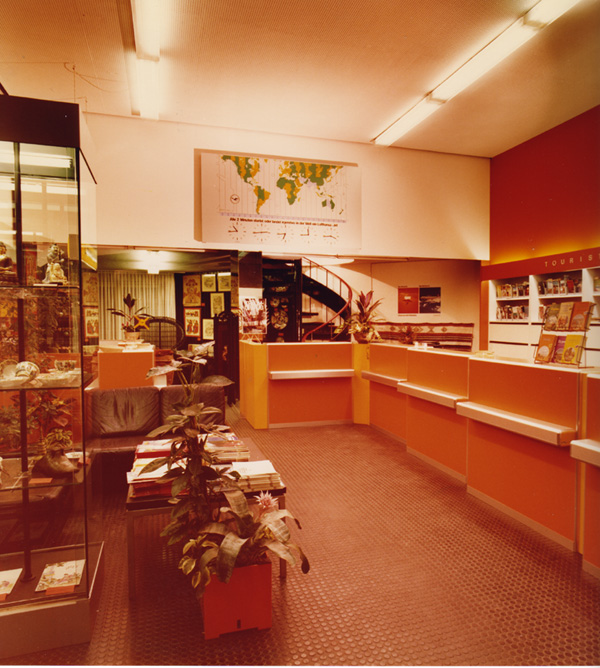
Reisebüro Dr. van Elsen, Dr.‑Ruer-Platz

Paul van Elsen wurde als Sohn eines Brotfabrikanten in Gräfrath, heute ein Stadtbezirk Solingens, geboren. 1921 machte er in Elberfeld, heute ein Teil Wuppertals, das Abitur. Danach studierte er in München und Köln Verkehrswissenschaften. 1928 schrieb er in Köln seine Doktorarbeit Über die Entwicklung des deutschen Landstraßenverkehrs bis zum Erscheinen der Eisenbahn und promovierte mit „summa cum laude“ bei Franz Thorbecke.
Anschließend schrieb er über die aktuellen Verkehrsprobleme für verschiedene Zeitschriften und erhielt für die Zeit von 1929 bis 1931 einen Lehrauftrag an der Höheren Polizeiberufsschule in Wuppertal. 1938 heiratete er Mathilde Ostwald, eine Sportlehrerin. Aus der Ehe gingen zwei Kinder hervor: Wolf (* 1940) und Horst-Eike (* 1942), der im Alter von sechs Jahren verstarb.
Van Elsen starb 1988, einen Tag vor seinem 87. Geburtstag im Kreise seiner Familie, seine Frau Mathilde knapp ein Jahr später.

## Wirken

### Verkehrsverein Bochum
1931 wurde Paul van Elsen Geschäftsführer des Verkehrsvereins Bochum, dem auch ein kleines Reisebüro angeschlossen war. Er schuf den ersten Hotelprospekt der Stadt und half mit, gefährliche ebenerdige Bahnkreuzungen sowie enge Straßenkreuzungen zu entschärfen. Dazu gehörte auch die Verlegung des alten Hauptbahnhofs durch Höherlegung der Schienentrasse an der Gussstahlstrecke. Hierbei wurde er unterstützt vom damaligen Betriebsdirektor des Bochumer Vereins Leopold Bering, dessen Tochter Elsbeth später seine Prokuristin wurde und die durch ihre intimen Beziehungen zur Industrie großen Anteil am Aufstieg der Firma hatte.
Van Elsen war beim Aufbau des Omnibusnetzes der Bochum-Gelsenkirchener Straßenbahnen AG beteiligt und war Gründungsmitglied der Freunde des Bochumer Tierparks, dessen Ehrenmitglied er später wurde, sowie Mitbegründer der Großen Bochumer Karnevalsgesellschaft GroBoKa. In Zusammenarbeit mit den Bochumer Schulen und der örtlichen Polizei initiierte er die systematische Verkehrserziehung von Kindern in Bochum. Er gründete die städtische Werbegemeinschaft, die u. a. mit Illuminationen im Stadtpark, Platzkonzerten und Vorträgen berühmter Zeitgenossen (u. a. mit Sven Hedin) die Bewohner unterhielt. Zudem organisierte er erste Nikolaus-Umzüge mit tausenden Kindern und „Riewekauken-Essen“.

### Reisebüro am Rathaus

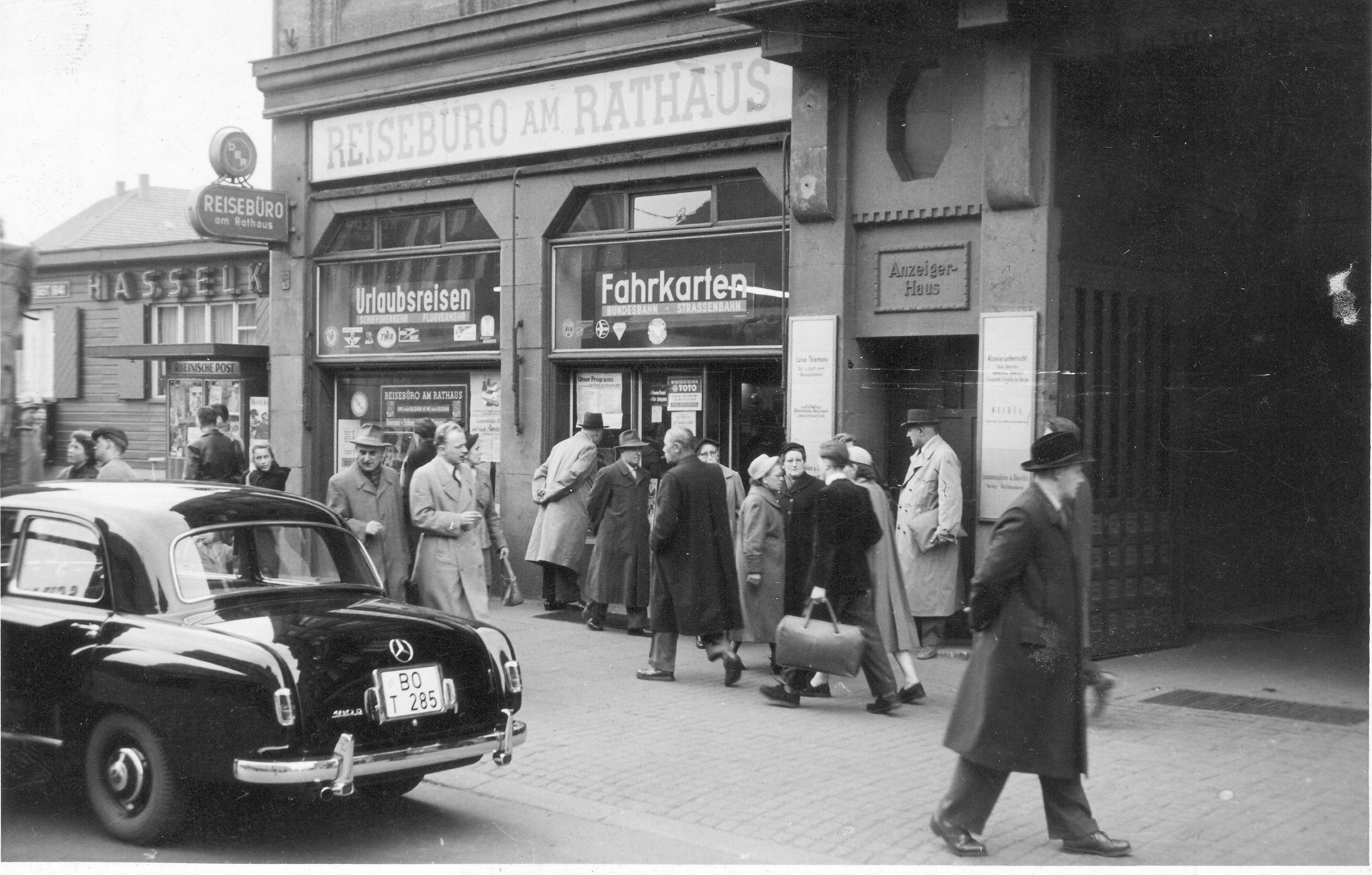
Reisebüro am Rathaus
„DR. van ELSEN & M. van ELSEN“ (in den 1950er-Jahren)

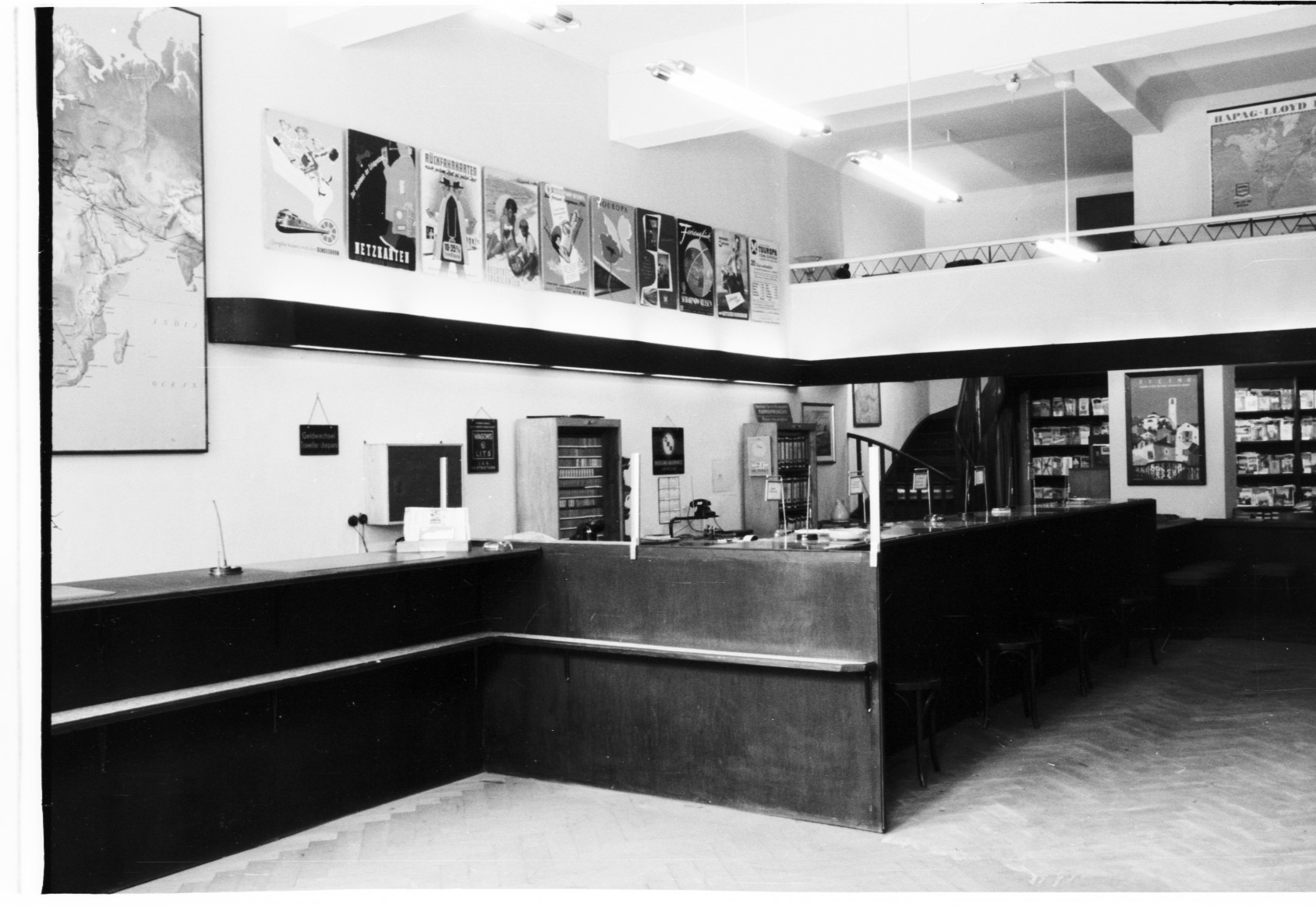
Das Innere des Reisebüros am Rathaus (um 1975)

1945, nach dem Zweiten Weltkrieg, baute er zusammen mit seiner Frau Mathilde das verwaiste Reisebüro am Rathausplatz (heute Willy-Brandt-Platz 8) in eigener Regie wieder auf. Mit einem kleinen Schaufenster (Bild), geliehenen Tischen und Stühlen und einer ebenfalls geliehenen Schreibmaschine begann der Betrieb. Der Fahrkartenschrank wurde aus einfachen Ziegelsteinen gemauert. Da es für die wenigen Züge nur Kreideaufzeichnungen im örtlichen Bahnhof gab, erkundigte er sich bei den benachbarten Bahnhöfen über die Abfahrts- und Ankunftszeiten und ließ den ersten Bochumer Fahrplan drucken. Als sich die Zeiten nach dem Krieg langsam beruhigten und zum Positiven wendeten, erkannte er die Chance, das Reisebüro um touristische Angebote zu erweitern. Hier halfen ihm die persönlichen Freundschaften mit Carl Degener, dem Gründer der Touropa, und Willy Scharnow, dem Gründer von Scharnow-Reisen. Beide Unternehmen gingen später in der TUI auf. Er half auch bei der Entwicklung der ersten Ferien-Sonderzüge mit. So geht die Einführung von Liegewagen auch auf seine Idee zurück, die Degener zusammen mit der Deutschen Bundesbahn umsetzte.
Als größtes amtliches Reisebüro in Bochum vertrat seine Firma das Deutsche Reisebüro in Frankfurt und war damit erste Adresse für den Verkauf von Fahrkarten der Deutschen Bundesbahn und aller internationalen Eisenbahnen. Die 1945 in Havanna auf Kuba gegründete International Air Transport Association (IATA) in Montreal erteilte ihm die Lizenz zum Verkauf von Flugtickets nicht nur der neu gegründeten Lufthansa.
Sein Büro führte die aus der Gefangenschaft zurückkehrenden Soldaten in Zusammenarbeit mit dem Roten Kreuz mit ihren versprengten Familien zusammen. Das Büro entwickelte sich zu dieser Zeit auch als Auskunftsstelle für Vermisste. Sein Reisebüro war zudem die größte Agentur der Europäischen Reisegepäck-Versicherung in Bochum und eine der umsatzstärksten Toto- und Lotto-Annahmestellen der Stadt. Auch vertrat sie die namhaften Reedereien wie die Hamburg-Amerikanische Packetfahrt-Actien-Gesellschaft (Hapag) und den Norddeutschen Lloyd sowie viele internationale Reedereien. Die gesamte (Groß-)Industrie im erweiterten Umkreis Bochums war inzwischen Kunde seines Büros. Der Jahres-Umsatz stieg auf mehr als zehn Millionen Mark. Dazu beigetragen hat auch der Zukauf des „Reisebüro Rote Erde“ am Südring vom damaligen Unternehmer Paul Rosenkranz aus Dortmund.

### Übergabe

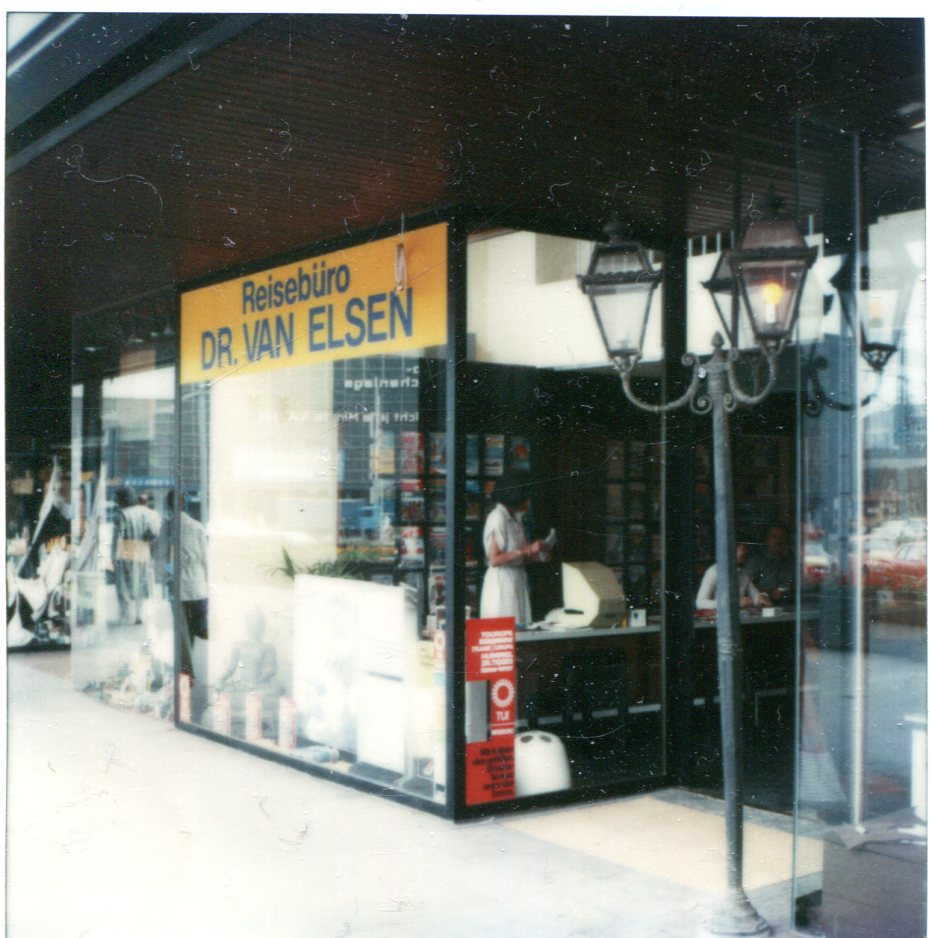
Filiale am Bochumer Kurt-Schumacher-Platz (ca. 1969)

1971 übergab Paul van Elsen die Geschäftsleitung des Reisebüros an seinen Sohn Wolf, der es mit der Eröffnung weiterer Filialen am Bochumer Dr.-Ruer-Platz sowie, direkt gegenüber dem Bochumer Hauptbahnhof, am Kurt-Schumacher-Platz zu einem der größten privaten amtlichen Reisebüros der Bundesrepublik Deutschland führte. Er festigte die überregionale Bedeutung der Firma, die zeitweise mehr als 60 Mitarbeiter umfasste und steigerte den durchschnittlichen Jahresumsatz auf über 13 Millionen D-Mark.

### Weitere Mitgliedschaften und Engagements
1955 wurde van Elsen Vorsitzender des Arbeitsausschusses der Vertreter der Deutschen Reisebüros (DER) und 1964 Präsident des Deutschen Reisebüro Verbandes e.V. in Frankfurt, dem heutigen Deutschen Reiseverband. Zudem wählten ihn 1954 seine Kollegen zum Vorsitzenden des „Touropa-Scharnow-Ausschusses“.

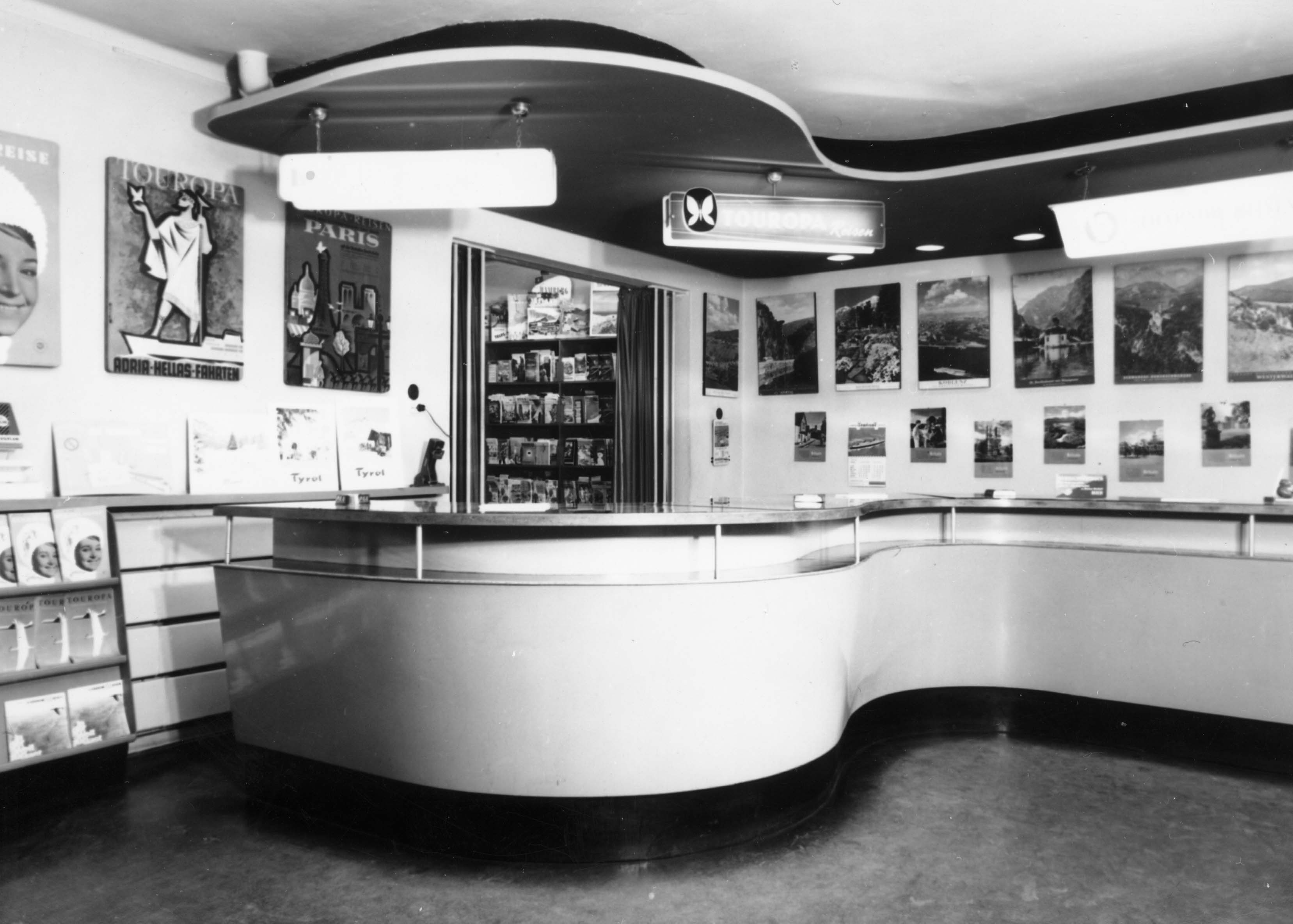
Filiale Südring

## Auszeichnungen
Er erhielt mehrere in- und ausländische Auszeichnungen, u. a. 1967 das Bundesverdienstkreuz am Bande, das ihm Oberbürgermeister Fritz Heinemann in einer Feierstunde überreichte. Als Präsident des Deutschen Reisebüro Verbandes wurde er 1967 auch von der Konzilskongregation des Heiligen Stuhls zusammen mit einigen ausländischen Kardinälen nach Rom gebeten. 1986 erhielt er aus den Händen des Geschäftsführers des Bochumer Verkehrsvereins Ferdi Lammert, dem Vater des heutigen Bundestagspräsidenten Norbert Lammert, für seine Verdienste um die Stadtentwicklung Bochums den Ehrenkrug des Verkehrsvereins.